# 五天山
五天山（ごてんざん）は、北海道札幌市西区平和にある標高304メートルの山である。
1000万年ほど前、一帯が海底だったころに堆積した地層に安山岩質のマグマが貫入して岩脈となった。その後、一帯が地表に隆起して周囲が浸食される中で残った、堅い岩脈の部分が山体を形成している。かつては採石場として利用されていたため、南側の斜面は階段状の崖になっている。山体が露出しているため柱状節理の発達を確認できるが、山腹と山頂では節理の方向が違っており、複雑な過程でマグマが冷却したと想定される。
山名は1935年（昭和10年）、開拓者の井上弥一郎が夢で大国主のお告げを受け、安井広・野村村栄・佐々木千代松といった土地の所有者たちと相談の上、神祠を設けるとともに仏典から引用して命名した。そのため登山口近くには五天山神社が、山頂には小さな祠がある。
1996年から、山麓に札幌市西区では初となる総合公園造成計画が開始した。公園は完成したものの、緑化復元のため植林された樹木は10年以上を経てもわずかしか生長していない。
現在は、五天山公園と呼ばれる公園になっている。
五天山公園：北海道札幌市西区福井１０丁目

## ギャラリー

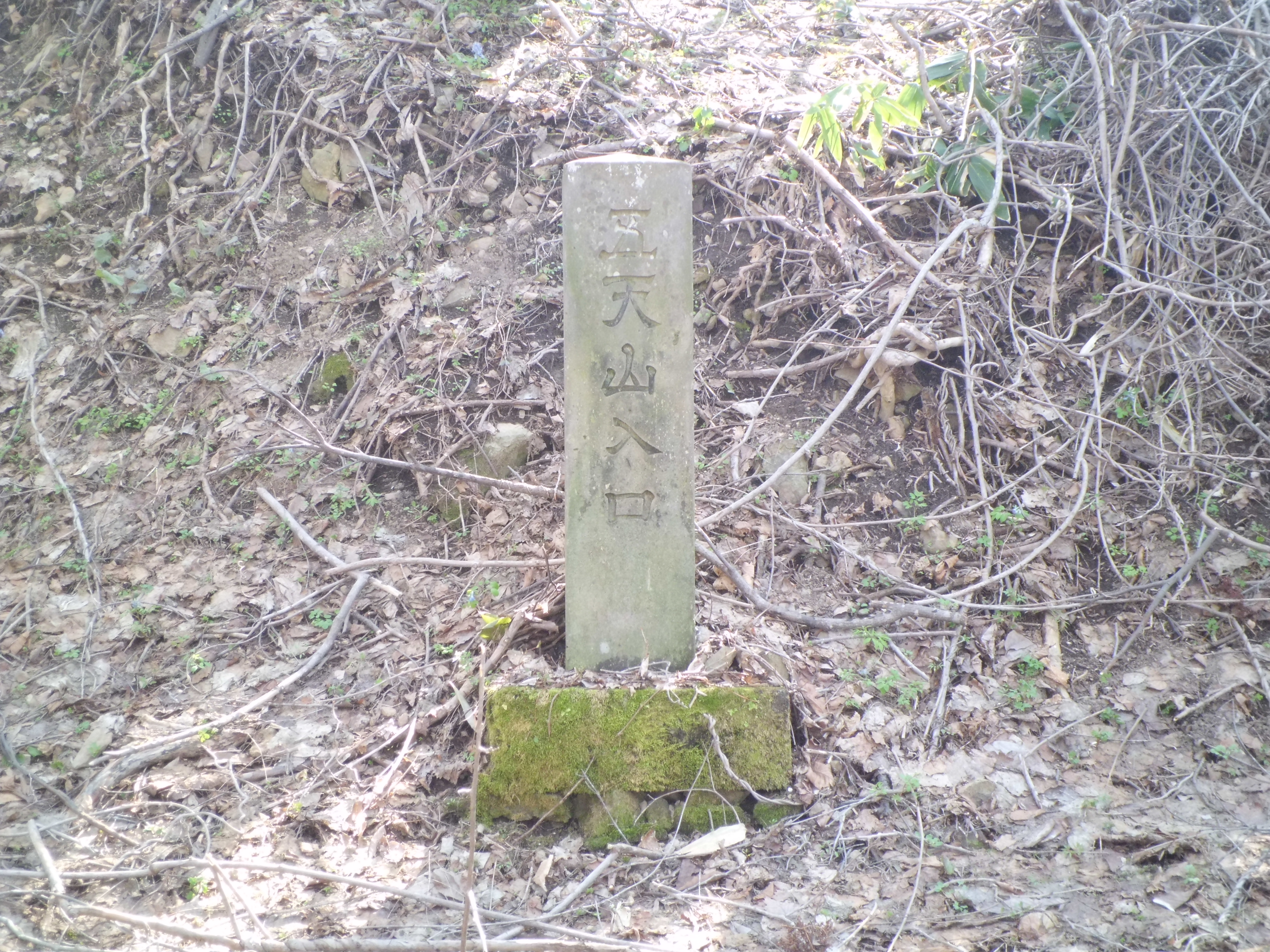
登山道入口
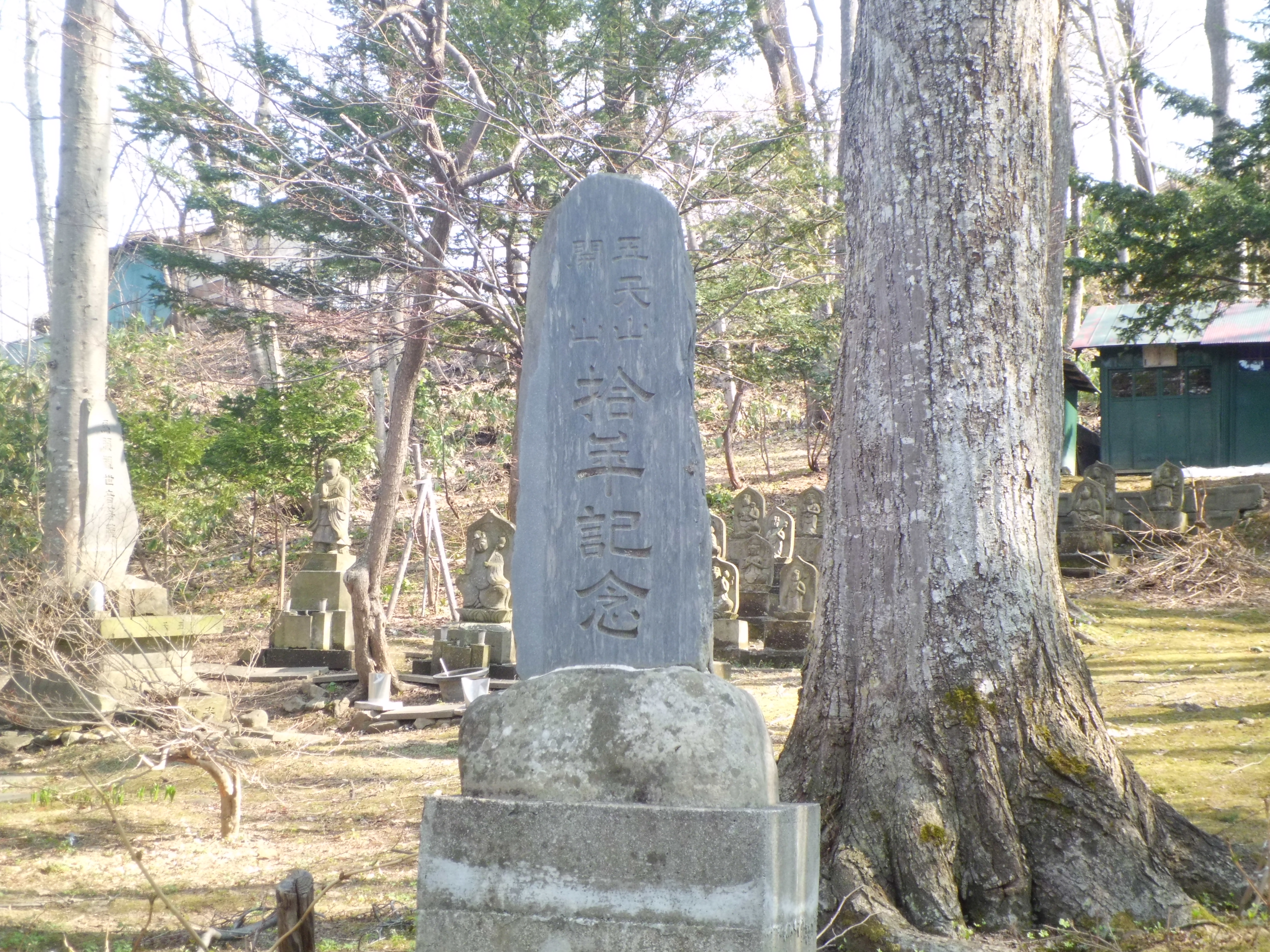
「開山拾年記念」碑
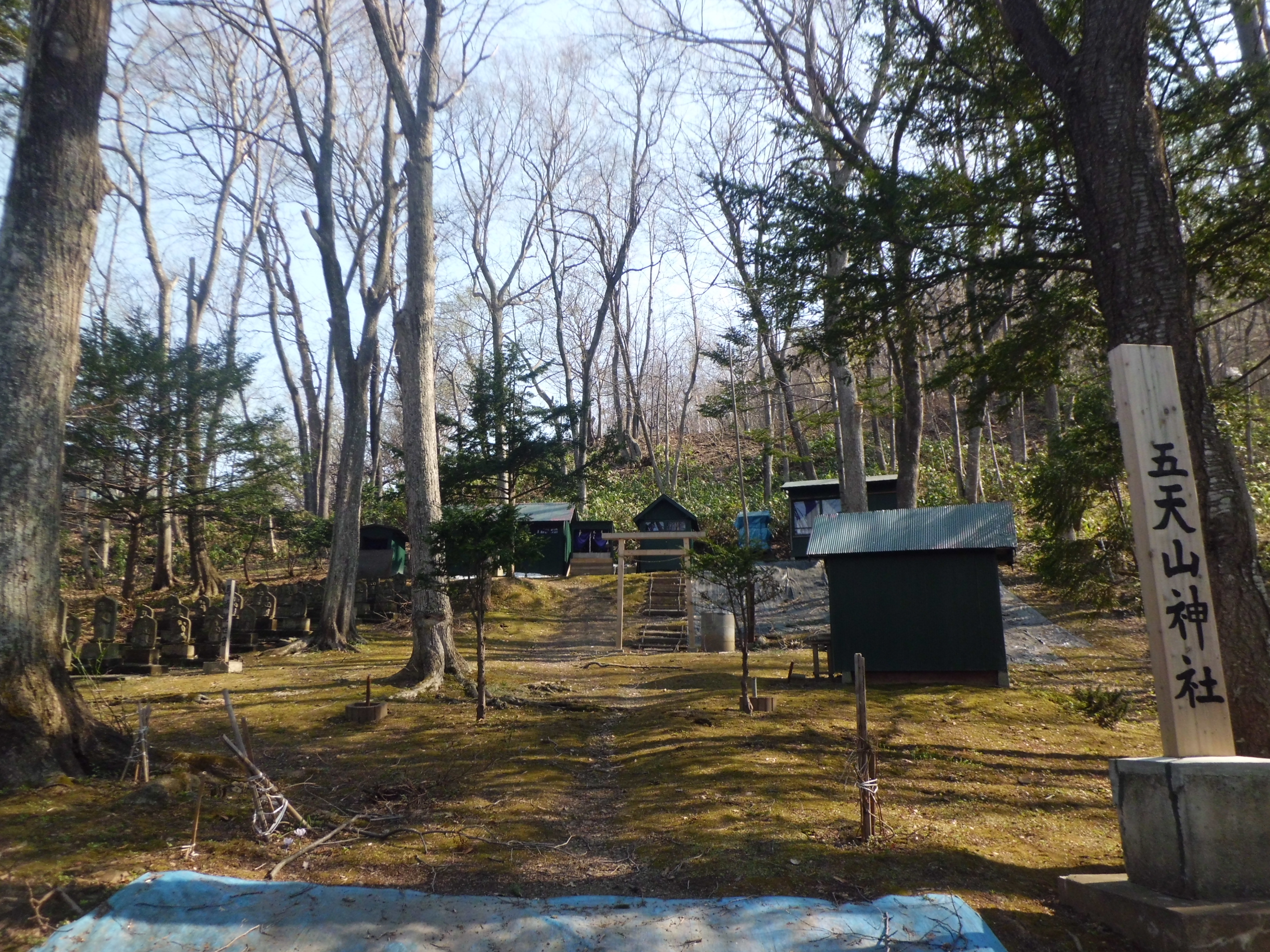
五天山神社
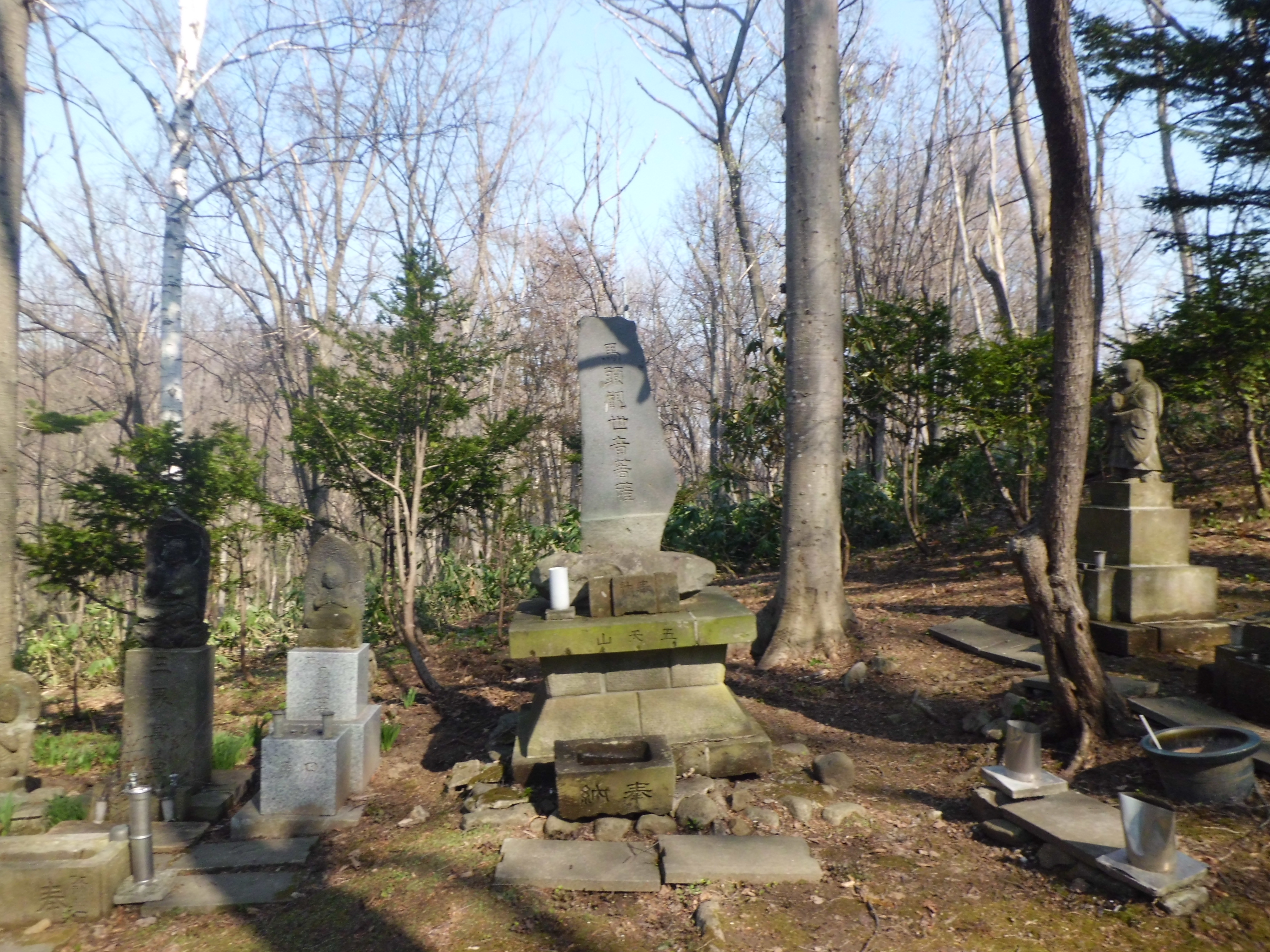
「馬頭観世音菩薩」碑
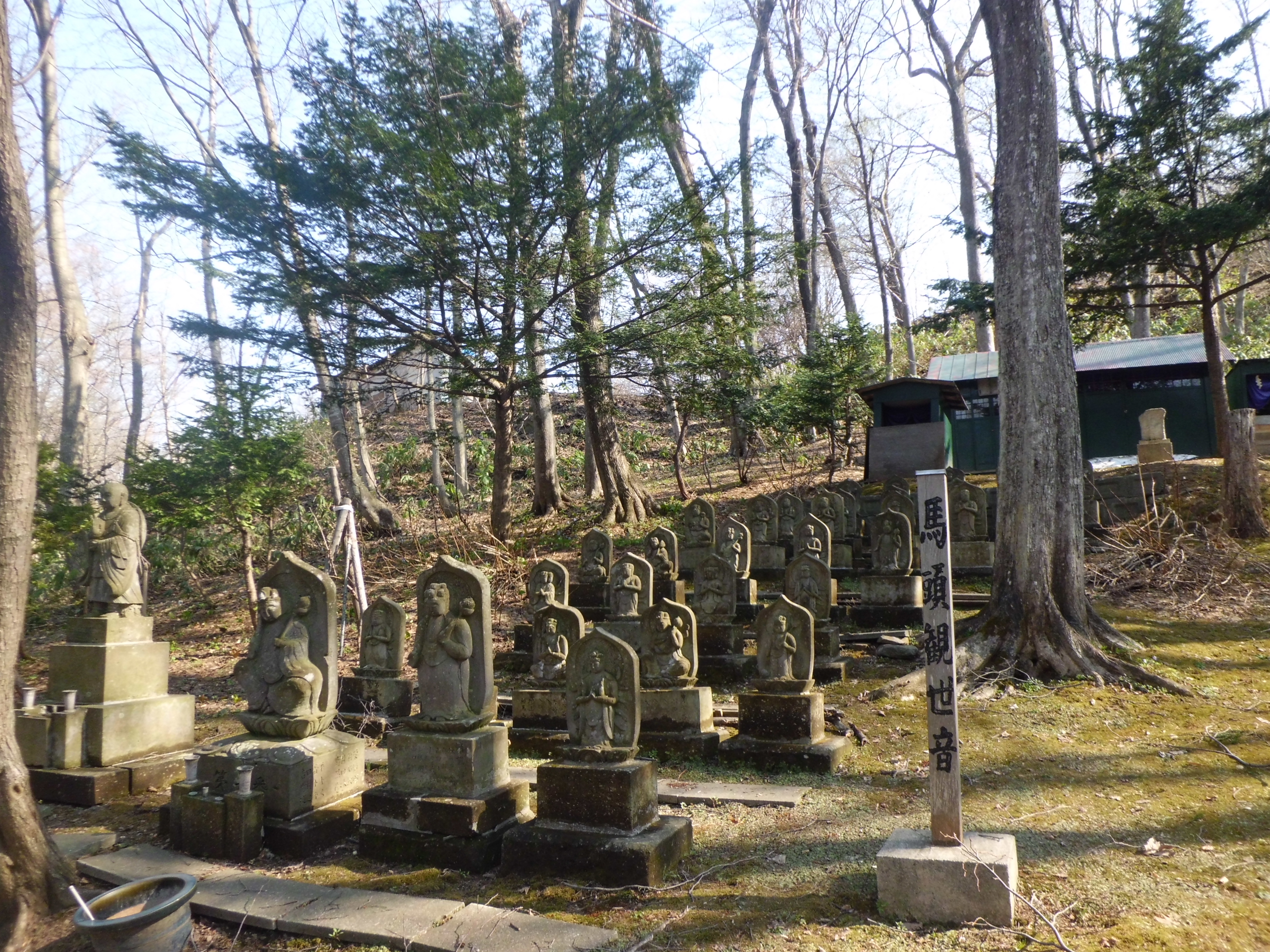
石仏群
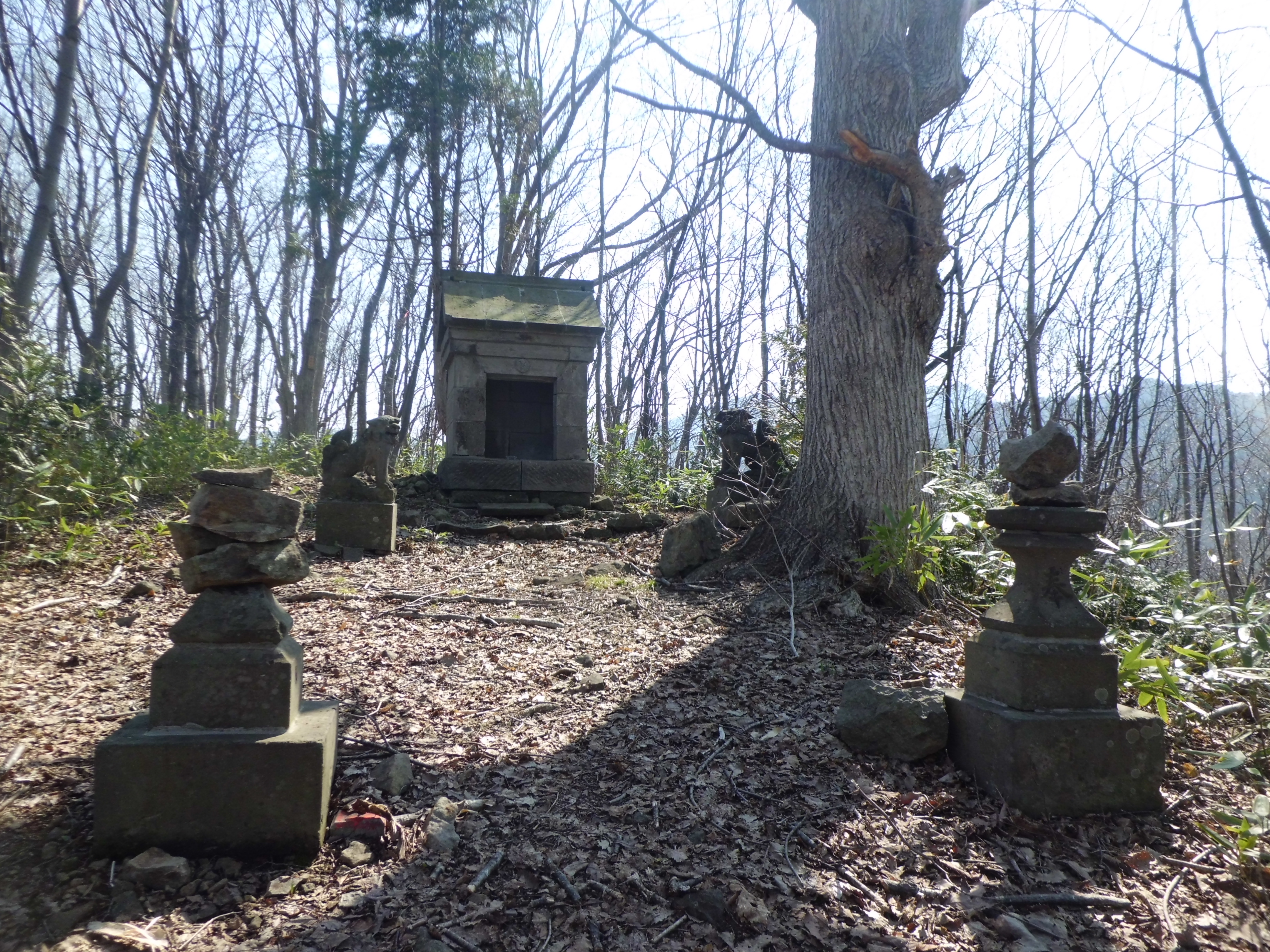
山頂